# Richard Mortensen
Richard Strange Mortensen, född den 23 oktober 1910 i Köpenhamn, död den 6 januari 1993 i Ejby, Danmark, var en dansk målare, grafiker och professor vid Det Konglige Danske Kunstakademi.

## Biografi
Mortensen studerade vid Konstakademien i Köpenhamn, men lämnade denna efter två år för att arbeta självständigt. År 1932 blev han bekant med Wassily Kandinskys målningar i Berlin, vilket påverkade honom att införa abstraktionen i sitt eget arbete. Han var också intresserad av arbeten av surrealistiska konstnärer som Salvador Dalí, och i mitten av 1930-talet kombinerade han abstrakta kompositioner med motsägelsefulla, naturalistiskt målade element. I Köpenhamn grundade han Linien, en grupp av abstrakta målare.
Mortensen målningar blev alltmer expressiva och våldsamma under andra världskriget. År 1947 flyttade han till Paris, där han målade i en rent abstrakt stil. Han förblev engagerad av geometrisk abstraktion, förmedlad genom levande färger och livlig rytm med en känsla av spontanitet inom en hårdskuren struktur. Han utformade också gobelänger och scenografier.

## Representation
Mortensen hade stor betydelse för utvecklingen av abstrakt målning i Danmark. Hans verk finns representerade på, bland andra Statens Museum for Kunst, Louisiana, Ny Carlsberg Glyptotek, Esbjergs konstmuseum, Trapholt, Nordjyllands konstmuseum. Han är även han rikt representerade i utlandet, däribland Museo de Arte Contemporaneo Español, Madrid, Musée National d'Art Moderne, Paris, Nationalmuseum, Stockholm, Göteborgs konstmuseum och Nasjonalmuseet for kunst, arkitektur og design, Oslo.

## Hedersbetygelse
År 1950 tilldelades Mortensen Eckersbergmedaljen.
År 1967 tilldelades han Prins Eugen-medaljen.
År 1968 tilldelades han Thorvaldsenmedaljen.
År 1969 publicerade ett 60-öres frimärke med en abstrakt design i rosa och ljusblått av Mortensen.
Mortensen blev hedersmedlem i Det Kongelige Danske Kunstakademi 1981.